# Wilhelm Esser (Politiker)
Peter Wilhelm Esser (* 25. April 1907 in Hamburg; † 19. Juli 1995) war ein deutscher Politiker der SPD.

## Leben und Beruf
Nach dem Besuch der Volksschule absolvierte Esser eine Ausbildung zum Schiffszimmerer und bildete sich zum Schiffbauingenieur fort, arbeitete dann aber zunächst als Jugendpfleger in Hamburg. 1933 wurde er aus politischen Gründen aus dem Staatsdienst entlassen. Nach drei Jahren der Arbeitslosigkeit war er ab 1936 als Werftarbeiter tätig. 1944/45 nahm er als Soldat am Zweiten Weltkrieg teil. Nach dem Krieg war er ab 1961 Aufsichtsratsmitglied der Gemeinnützigen Wohnungsbaugesellschaft Stormarn-Süd.

## Partei
Esser war zunächst in einer kommunistischen Jugendorganisation tätig, aus der er 1926 in die Sozialistische Arbeiter-Jugend wechselte. 1927 trat er der SPD bei. Für Danker und Lehmann-Himmel ist seine Haltung in der NS-Zeit in ihrer Studie über das Verhalten und die Einstellungen der Schleswig-Holsteinischen Landtagsabgeordneten und Regierungsmitglieder der Nachkriegszeit „oppositionell, gemeinschaftsfremd‘“. Von 1946 bis 1961 war er hauptamtlicher Kreis- und Unterbezirkssekretär in Schleswig-Holstein.

## Abgeordneter
Esser gehörte dem Schleswig-Holsteinischen Landtag in dessen erster Legislaturperiode (1947–1950) an. Er vertrat als SPD-Direktkandidat (49,8 %) den Wahlkreis Segeberg-Süd im Parlament. Vom 8. Mai 1957 bis zum 7. Februar 1949 war er Vorsitzender des Polizeiausschusses des Landtages.